# Oxydesmus thyridotus
Oxydesmus thyridotus är en mångfotingart som beskrevs av Cook 1896. Oxydesmus thyridotus ingår i släktet Oxydesmus och familjen Oxydesmidae. Inga underarter finns listade i Catalogue of Life.